# Бреми-Вольф, Иоганн Якоб
Иоганн Якоб Бреми-Вольф (нем. Johann Jacob Bremi-Wolf, 1791—1857) — швейцарский энтомолог, автор статей.

## Биография
Иоганн Якоб Бреми-Вольф родился в 1791 году.
Один из прилежнейших наблюдателей образа жизни насекомых и один из самых деятельных энтомологов Швейцарии. 
Бреми-Вольф был самоучка и блистательно преодолел все трудности, какие представляет изучение энтомологии. Он желал быть проповедником, но на 12 году жизни вследствие болезни оглох и стал токарем. 
Бреми-Вольф поместил несколько статей о насекомых (особенно о двукрылых) в швейцарских журналах, а также издал список швейцарских жуков.